# IGCSE

Logo del IGCSE

Los IGCSE son la abreviatura de International General Certificate of Secondary Education. Los IGCSE son exámenes internacionales de Inglaterra. Hay varios países que brindan estos exámenes a ciertos colegios que tengan la habilidad apropiada para aplicar estos exámenes. Los alumnos necesitan aproximadamente 2 años para prepararse para estos exámenes generalmente. Lo general es que alumnos entre 14-17 años den este examen (3.º-4.º ESO en España). Tienen calificaciones desde A* (la mejor) hasta U (desaprobado), pasando por las calificaciones intermedias (todas implican aprobación, y estas son A, B, C, D, E, F y G, siendo obviamente una A mejor que una G).
El IGCSE, es una de las certificaciones más reconocidas del mundo entero. Se considera que los cursos de IGCSE desarrollan destrezas educativas esenciales, entre las que se encuentran el proceso de recordar conocimientos, y las habilidades de expresión oral, resolución de problemas, el trabajo en equipo y el espíritu de iniciativa e investigación. Normalmente en el idioma alemán o mandarín. La certificación resultante constituye la base para cursos de un nivel superior, tales como los exámenes A y AS Levels, el Advanced International Certificate of Education (Certificado Internacional de Educación Avanzada), el programa North American Advanced Placement (Nivelación Avanzada de América del Norte) y el Bachillerato Internacional.
Los IGCSE son indispensables para acceder a estos estudios superiores a nivel europeo y norteamericano
El IGCSE presenta un formato flexible que ofrece a los candidatos la libertad de elegir las materias que más se adecuen a su nivel, además de brindar una amplia base de conocimientos y de habilidades que perdurará toda la vida.

## Exámenes
- Matemática
- Física
- Química
- Biología
- Idioma inglés como Primer o Segundo Idioma
- Idioma español
- Geografía
- Historia
- Economía
- Música
- Informática
- Idioma Alemán
- Arte
- Literatura española e inglesa
- Estudio de Negocios
- Gestión Ambiental

- Datos: Q3242586